# Louis Mandrin
Louis Mandrin (Saint-Étienne-de-Saint-Geoirs, 11 febbraio 1725 – Valence, 26 maggio 1755) è stato un brigante francese.

## Biografia
Nato nella provincia frontaliera del Delfinato, Louis Mandrin era figlio di un commerciante di cavalli. In quanto primogenito, divenne capofamiglia all'età di diciassette anni, alla morte del padre.
Il suo primo contatto con la Ferme Générale, al di là dei rapporti fiscali ordinari e obbligatori, risale al 1748, quando firmò un contratto per fornire all'esercito francese in Italia "cento muli meno tre". Ne perse la maggior parte durante la traversata delle Alpi e, al ritorno a Saint-Étienne-de-Saint-Geoirs, gliene erano rimasti solo diciassette, peraltro in uno stato deplorevole. La Ferme Générale si rifiutò pertanto di pagarlo.
Il 27 luglio 1753, in seguito a una rissa dov'era rimasta uccisa una persona, lui e il suo amico Benoît Brissaud furono condannati a morte. Lui riuscì a fuggire, ma Brissaud fu impiccato in Place du Breuil, a Grenoble. Lo stesso giorno, anche Pierre Mandrin, suo fratello minore, fu impiccato per contraffazione. Dichiarò guerra ai fermiers généraux, gli esattori della Ferme Générale. Questi ultimi erano detestati dalla maggioranza della popolazione poiché imponevano tasse sui beni diretti. La più nota tra le imposte era la gabelle, ma anche altri beni di uso comune, come il tabacco, erano colpiti. Il sistema di affittare la riscossione delle tasse portò a notevoli abusi. I fermiers généraux accumularono enormi ricchezze pagando al re solo l'importo concordato, a volte un quarto delle tasse raccolte.
Si unì a un gruppo di contrabbandieri, dediti in particolare al traffico illecito di tabacco, ma anche nel commercio di cotone stampato e orologi. I contrabbandieri erano attivi tra i cantoni svizzeri, Ginevra, la Francia e il ducato di Savoia. In poco tempo, riuscì ad imporsi e a diventare il loro capo. Si autoproclamò "capitano generale dei contrabbandieri di Francia". Aveva sotto il suo comando diverse centinaia di persone, per lo più sudditi savoiardi. Il gruppo era organizzato come un vero e proprio reggimento militare.
Il suo obiettivo principale era la Ferme, non i popolani comuni. Oltre alle azioni paramilitari della sua banda, era solito impiegare altri mezzi per sfidare l'amministrazione. Li costringeva, ad esempio, a comprare i suoi prodotti e li regalava volentieri. Occasionalmente, distribuiva doni a terzi. Rilasciava solo i prigionieri che erano caduti in disgrazia con il fisco e non accettava nella sua banda briganti e assassini. Cercava di vendere le sue merci in grandi vendite pubbliche, il più apertamente possibile, prendendo la precauzione di piazzare i suoi uomini tutt'intorno al luogo in cui procedeva per evitare spiacevoli sorprese.
I suoi depositi di armi e merci si trovavano in Savoia, dove credeva di poter sfuggire alle autorità francesi. La sua area di influenza in Francia si estendeva ben oltre le regioni del Delfinato, il Bugey, la Franca Contea e parte della Borgogna.
Nel 1754, alla testa di centinaia di uomini, guidò sei campagne di contrabbando prendendo di sorpresa le città di Rodez, Le Puy-en-Velay, Beaune, Autun, ecc. Acquistava merci in Svizzera e in Savoia, soprattutto tabacco e stoffe, che poi vendeva nelle città francesi senza essere soggetto alle tasse dei fermiers généraux. Così facendo, si guadagnò il sostegno e l'appoggio della popolazione e dell'aristocrazia locale. Ben presto, le autorità francesi imposero il divieto di acquistare queste merci. A Rodez, impose ai fermiers généraux, sotto la minaccia delle armi, di acquistare le sue merci. Le sue gesta riscossero anche l'ammirazione di un personaggio come Voltaire.
La Ferme Générale, preoccupata dalla sua crescente popolarità, chiese l'aiuto dell'esercito francese per catturarlo. Venne quindi mobilitato un numero ingente di uomini, tra i quali figuravano anche i fucilieri di La Morlière, i cacciatori di Johann Christian Fischer e i volontari del Delfinato. Riuscì a rifugiarsi in Savoia, vicino ai due villaggi di confine di Pont-de-Beauvoisin. I fermiers généraux decisero allora di entrare illegalmente nel Ducato, travestendo cinquecento uomini da contadini. Una volta in Savoia, i francesi lo arrestarono nel castello di Rochefort-en-Novalaise, grazie al tradimento di due dei suoi uomini. Quando il re di Sardegna Carlo Emanuele III venne a conoscenza di quanto accaduto, pretese che Luigi XV glielo riconsegnasse. Nonostante l'assenso del sovrano francese, i fermiers généraux, decisi a sbarazzarsi di lui, imbastirono in fretta e furia un processo, che si tenne a Valence il 24 maggio 1775. Il tribunale lo condannò a morte mediante il supplizio della ruota.
Due giorni dopo la sentenza, fu giustiziato in Place des Clercs, a Valence, davanti a 6.000 spettatori. Secondo quanto riferito, sopportò il supplizio senza lamentarsi e chiese addirittura che la sua rivolta contro il fisco fosse continuata. Due dei suoi fratelli cercarono di continuare la sua opera per un certo periodo.
La sua tomba è stata riscoperta negli anni 2000, all'esterno del muro occidentale del cimitero di Valence.

## Nella cultura di massa

### Cinema
- Mandrin, regia di Henri Fescourt (1924)
- Mandrin, 1re époque: Le libérateur, regia di René Jayet (1947)
- Mandrin, 2e époque: La tragédie d'un siècle, regia di René Jayet (1948)
- Le avventure di Mandrin, regia di Mario Soldati (1952)
- Mandrin, bandit gentilhomme, regia Jean-Paul Le Chanois (1962)
- Les Chants de Mandrin, regia di Rabah Ameur-Zaïmeche (2011)

### Televisione
- Mandrin, bandit d'honneur, regia di Philippe Fourastié (1971)